# رضائیه (بجستان)
رضائیه، روستایی از توابع بخش مرکزی شهرستان بجستان در استان خراسان رضوی ایران است.

## جمعیت
این روستا در دهستان جزین قرار داشته و بر اساس سرشماری مرکز آمار ایران در سال ۱۳۹۰، جمعیت آن ۱۳۱ نفر (۴۱ خانوار) بوده‌است.
این روستا از جاذبه های گردش گری شهرستان بجستان به شمار می آید و همچنین دارای یک قنات آب شیرین است که اکثر مردم بجستان به علت آبشور شهری به این روستا امده و اب شیری برای مصارف روزمره خودت میبرند. 
در اواخر فصل بهار این روستای جذاب با توجه در درخت های توت انبوه مردم از تمامی نقاط شهرستان برای توت خوردن به خیابان اصلی روستا که خیابان کشاوز نام دارد می ایند.همچنین مردم این روستادارای مردمانی بسیار خونگرم،مهربان ومهمان نوازاست

## نام های خانوادگی[ویرایش]
اکثر اهالی دارای دو نام خانوادگی قادری و رزمی در این روستا می‌باشد .
سایر نام‌های خانوادگی موجود در روستا شامل : 
برجکی،قادری فر،باقری